# Picos Goff
Picos Goff är en bergstopp i Antarktis. Den ligger i Västantarktis. Argentina, Chile och Storbritannien gör anspråk på området. Toppen på Picos Goff är 1 643 meter över havet.
Terrängen runt Picos Goff är bergig åt nordost, men åt sydväst är den kuperad. Havet är nära Picos Goff åt nordväst. Trakten är obefolkad. Det finns inga samhällen i närheten.